# Бурхард X фон Магдебург
Бурхард X фон Магдебург (на немски: Burchard X (V, XI, XIII) Burggraf v.Magdeburg Graf zu Hardegg; † сл. 1359) от фамилията на графовете Кверфурти на род Мансфелд, е бургграф на Магдебург в архиепископството Магдебург и граф на Хардег в Долна Австрия.

## Произход
Син е на бургграф Бурхард VIII фон Магдебург († сл. 1313), името на майка му не е известно. Внук е на бургграф Бурхард VI (X) фон Кверфурт († сл. 1273) и Гизела фон Рабенсвалд, наследничка на Хардег, дъщеря на граф Албрехт I фон Кефернбург-Вие-Рабенсвалд († 1252/1259). По-големият му брат е бургграф Бертхолд I фон Магдебург, граф на Хардег и Ретц († 1328)

## Бракове и деца
Първи брак: за Кцудна фон Бечин?(† пр. 1358). Имат един син:
- Бурхард II фон Магдебург цу Хардег (* 1328; † 16 септември 1367), женен за Гизела († сл. 1358)

Втори брак: през 1346 г. се жени за принцеса Анна фон Силезия-Тропау (* ок. 1325; † 14/17 март 1361), дъщеря на херцог Николаус II фон Силезия-Тропау († 1365) и първата му съпруга Анна фон Силезия-Ратибор († 1340). Имат пет деца:
- Йохан I фон Кверфурт бургграф фон Магдебург граф фон Хардег и Плайн († 1 януари 1394), женен I. за принцеса Хелена фон Саксония-Витенберг († 2 април 1367), дъщеря на херцог Рудолф I († 1356), II. за Анна († ок. 1399)
- Ото III фон Магдебург († сл. 1359)
- Елизабет фон Магдебург (* пр. 1354; † 11 март 1375)
- Анна фон Магдебург († сл. 10 март 1396), омъжена I. 1360 г. за граф Леополд фон Халс († 3 март 1370/1375), син на граф Йохан I фон Халс († 1347) и Маргарета фон Лойхтенберг († 1380), II. пр. 6 декември 1379 г. за граф Йохан фон Труендинген († 12 ноември 1399/22 февруари 1401), син на граф Хайнрих фон Труендинген († 1380) и графиня Аделхайд фон Цигенхайн († 1388)
- Агнес фон Магдебург († 8 юни 1377), омъжена пр. 1347 г. за херцог Албрехт Стшелецки (* сл. 1300; † 22 януари 1366/25 септември 1375), син на княз Болко I Ополски († 1313)